# 8280 Петерґрубер
8280 Петерґрубер (8280 Petergruber) — астероїд головного поясу, відкритий 7 серпня 1991 року.
Тіссеранів параметр щодо Юпітера — 3,135.